# The Hush
Pour les articles homonymes, voir Hush.
Albums de Texas
White on Blonde
(1997) The Greatest Hits
(2000)
Singles
1. In Our Lifetime
Sortie : 19 avril 1999
2. Summer Son
Sortie : 16 août 1999
3. When We Are Together
Sortie : 15 novembre 1999

The Hush est le cinquième album studio du groupe écossais Texas, sorti en mai 1999.
L'album remporte un énorme succès commercial. Au Royaume-Uni, classé durant quarante-trois semaines, The Hush se hisse directement à la première place des meilleures ventes d'album lors de sa sortie, tandis qu'en France, où il est resté classé cinquante-et-une semaines consécutives dans les meilleures ventes d'albums, et atteint directement la seconde place. Il atteint le Top 10 notamment en Suisse, en Allemagne, en Belgique.

## Titres
| No  | Titre                            | Auteur                                       | Producteur(s)                       | Durée |
| --- | -------------------------------- | -------------------------------------------- | ----------------------------------- | ----- |
| 1.  | In Our Lifetime                  | Johnny McElhone, Sharleen Spiteri            | Johnny McElhone                     | 4:06  |
| 2.  | Tell Me the Answer               | McElhone, Spiteri, Robert Hodgens            | McElhone, The Boilerhouse Boys      | 3:56  |
| 3.  | Summer Son                       | McElhone, Spiteri, Eddie Campbell, Hodgens   | McElhone                            | 4:04  |
| 4.  | Sunday Afternoon                 | McElhone, Spiteri                            | McElhone                            | 4:21  |
| 5.  | Move In                          | McElhone, Spiteri, Mark Rae, Steve Christian | McElhone, Mark Rae, Steve Christian | 4:30  |
| 6.  | When We Are Together             | McElhone, Spiteri                            | McElhone                            | 3:30  |
| 7.  | Day After Day                    | McElhone, Spiteri                            | McElhone                            | 4:37  |
| 8.  | Zero Zero                        | McElhone, Spiteri, Campbell                  | McElhone                            | 1:43  |
| 9.  | Saint                            | McElhone, Spiteri                            | McElhone                            | 4:46  |
| 10. | Girl                             | McElhone, Spiteri                            | McElhone                            | 3:45  |
| 11. | The Hush                         | McElhone, Spiteri, Rae, Christian            | McElhone, Rae, Christian            | 4:54  |
| 12. | The Day Before I Went Away       | McElhone, Spiteri                            | McElhone                            | 6:28  |
| 13. | Let Us Be Thankful (titre caché) |                                              |                                     |       |

| 14. | You'll Never Know                       |  |
| 15. | In Our Lifetime (Return to tha Dub mix) |  |

## Classements
| Classement (1999-2000)             | Meilleure place |
| ---------------------------------- | --------------- |
| Allemagne (Media Control AG)       | 7               |
| Autriche (Ö3 Austria Top 40)       | 11              |
| Belgique (Flandre Ultratop)        | 3               |
| Belgique (Wallonie Ultratop)       | 9               |
| Écosse (OCC)                       | 1               |
| Finlande (Suomen virallinen lista) | 11              |
| France (SNEP)                      | 2               |
| Norvège (VG-lista)                 | 7               |
| Nouvelle-Zélande (RIANZ)           | 42              |
| Pays-Bas (Mega Album Top 100)      | 29              |
| Royaume-Uni (UK Albums Chart)      | 1               |
| Suède (Sverigetopplistan)          | 7               |
| Suisse (Schweizer Hitparade)       | 5               |

| Classement (1999) | Meilleure place |
| ----------------- | --------------- |
| France (SNEP)     | 17              |

## Certifications
| Région                                                                                                 | Certification | Ventes/Streams |
| --- | ------------- | -------------- |
| Allemagne (BM)                                                                                         | Or            | 200 000^       |
| Belgique (BEA)                                                                                         | Platine       | 50 000*        |
| Espagne (PME)                                                                                          | 2 × Platine   | 200 000^       |
| France (SNEP)                                                                                          | Platine       | 600 000*       |
| Norvège (IFPI)                                                                                         | Or            | 25 000*        |
| Royaume-Uni (BPI)                                                                                      | 3 × Platine   | 300 000^       |
| Suède (GLF)                                                                                            | Or            | 40 000^        |
| Suisse (IFPI)                                                                                          | Platine       | 50 000x        |
| *Ventes selon la certification ^Mise en rayon selon la certification xNon précisé par la certification |               |                |